# Валкаваям

Валкаваям — річка на північному сході півостріва Камчатка.
Протікає по території Олюторського району Камчатського краю. Впадає в затоку Корфа.
Назва в перекладі з коряк. — «річка щелеп, що стоять» .